# Enderby Island
Enderby Island ist die drittgrößte Insel der zu Neuseeland gehörenden Auckland Islands im südlichen Pazifischen Ozean. Sie liegt unmittelbar vor der Nordostküste der Hauptinsel Auckland Island. Benannt ist die Insel nach Samuel Enderby Jr., dem Gründer einer Walfang-Firma, dessen Walfänger Ocean die Auckland-Inseln im Jahr 1806 entdeckte.

## Geschichte
Auf Enderby Island wurden Reste einer polynesischen Siedlung etwa aus dem 13. Jahrhundert gefunden. Das stellt bis heute die weltweit südlichste Fundstelle aller polynesischen Siedlungen dar. Am 20. März 1887 lief die in Boston registrierte Bark Derry Castle mit 23 Personen an Bord auf dem Weg von Geelong in Victoria nach Falmouth in Cornwall vor Enderby Island auf Grund. Die Schiffbrüchigen harrten ein halbes Jahr auf der windigen und nasskalten, etwa 4 × 2 km großen Insel aus, bis sie am 21. September 1887 von der Awarua, die sich bei den Auckland Islands auf illegaler Robbenjagd befand, nach Victoria zurückgebracht wurden. Nur acht Schiffbrüchige überlebten. Ende des 19. Jahrhunderts begann ein Siedlungsversuch auf der Insel, der jedoch wegen des rauen Klimas kurze Zeit später aufgegeben wurde. 

## Tierwelt (Fauna)
Auf Enderby kommen unter anderem der Neuseeländische Seelöwe (Phocarctos hookeri) sowie Seevögel wie die Aucklandscharbe (Phalacrocorax colensoi) oder der Gelbaugenpinguin (Megadyptes antipodes) vor. 
Die 1894 von den Siedlern mitgebrachten Shorthorn-Rinder lebten, nach Aufgabe der Siedlung  sich selbst überlassen, noch etwa einhundert Jahre auf der Insel und vernichteten dabei nahezu die gesamte Flora. Daher wurde vom neuseeländischen Department of Conservation ihre Beseitigung beschlossen; im Februar 1993 wurde die letzte lebende Kuh aufs Festland gebracht. Derzeit wird versucht, u. a. durch Klonen, diese sogenannten Enderby Island Cattle vor dem Aussterben zu bewahren. Daneben wurden Kaninchen ausgesetzt, deren Nachfahren, die Enderby-Island-Kaninchen, ebenfalls in den frühen 1990er Jahren zusammen mit den eingeschleppten Mäusen vernichtet wurden. Einige Enderby-Island-Kaninchen wurden vorher nach Neuseeland gebracht, wo sie noch heute gezüchtet werden.

Tierwelt
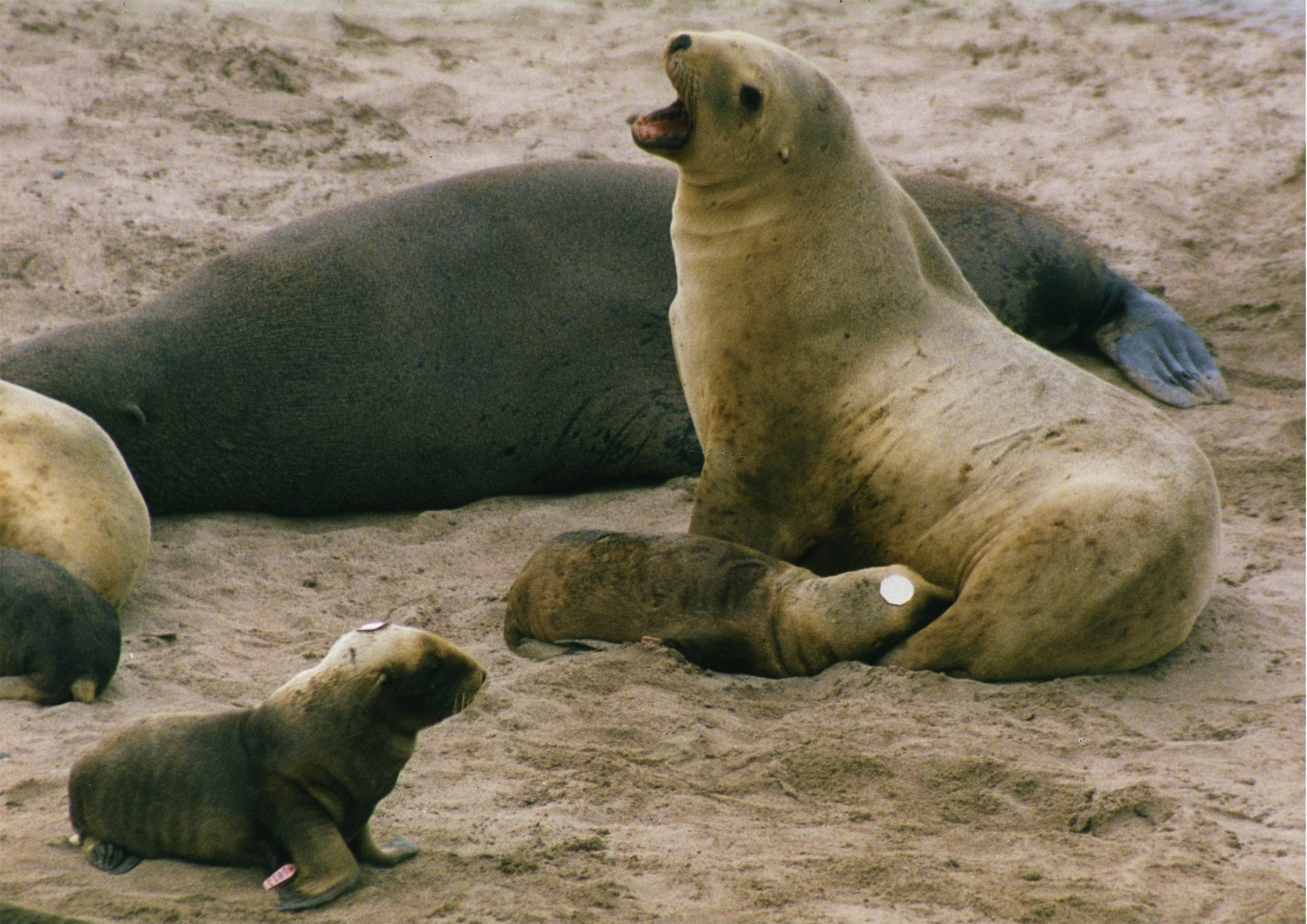
Neuseeländische Seelöwen auf Enderby Island
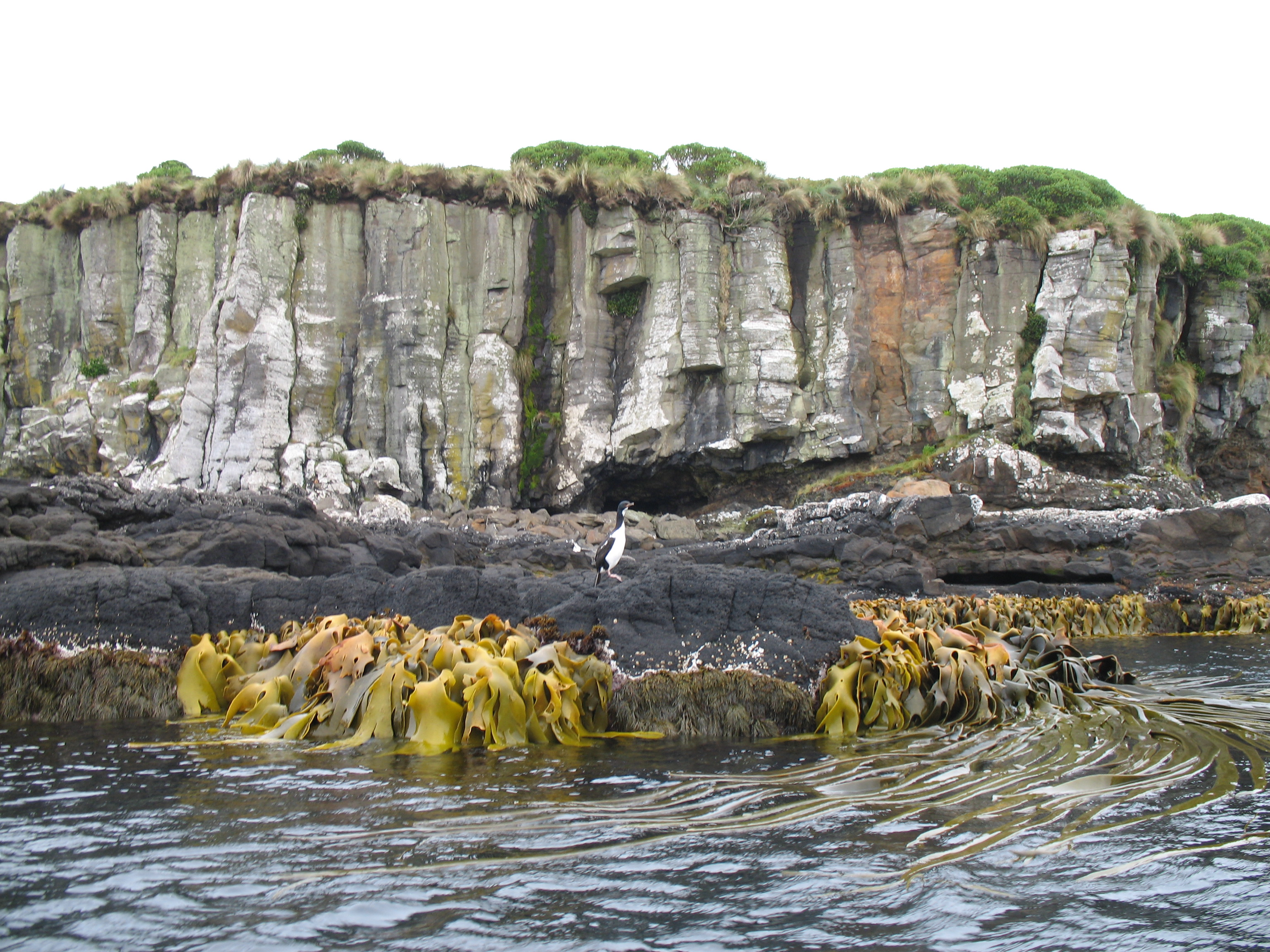
Eine Aucklandscharbe an der Küste Enderbys
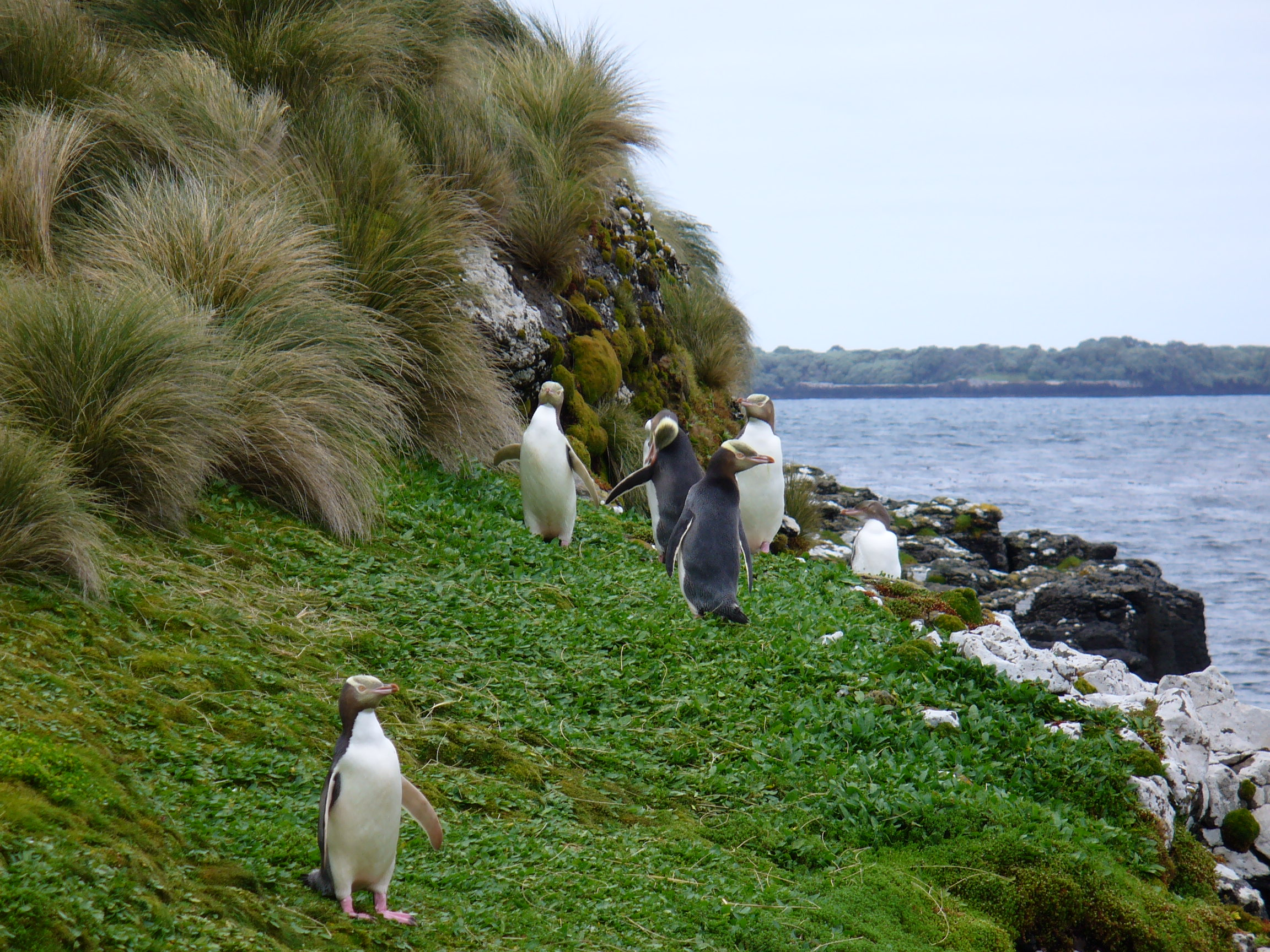
Gelbaugenpinguine auf Enderby Island